# Eragrostis oreophila
Eragrostis oreophila är en gräsart som beskrevs av L.H.Harv. Eragrostis oreophila ingår i släktet kärleksgrässläktet, och familjen gräs. Inga underarter finns listade i Catalogue of Life.